# Ufficio delle Nazioni Unite per i servizi interni
L'Ufficio delle Nazioni Unite per i servizi interni (abbr. OIOS dall'inglese United Nations Office of Internal Oversight Services) è un organo indipendente dell'ONU, con sede al Palazzo di Vetro, il cui compito principale è di monitorare, controllare e migliorare le funzioni dell'intero apparato di agenzie e la burocrazia delle Nazioni Unite, e di riferire al segretario generale.
L'ufficio venne costituito nel 1994, il primo direttore fu il tedesco Karl Paschke.
Sottosegretario generale dell'OIOS, dall'ottobre 2019, è la senegalese Fatoumata Ndiaye.